# Puerto Rico Open
Il Puerto Rico Open è stato un torneo femminile di tennis giocato per la 1ª volta nel 1971 e poi dal 1986 al 1995. Si disputava a San Juan in Porto Rico su campi in cemento.

## Albo d'oro

### Singolare
| Anno        | Campionessa        | Finalista             | Punteggio        |
| ----------- | ------------------ | --------------------- | ---------------- |
| 1971        | Ann Haydon Jones   | Nancy Richey          | 6–4, 6–4         |
| 1972        | Nancy Richey       | Chris Evert           | 6–1, 6–3         |
| 1973 – 1976 | Non disputato      | Non disputato         | Non disputato    |
| 1977        | Billie Jean King   | Janet Newberry        | 6–1, 6–3         |
| 1978 – 1985 | Non disputato      | Non disputato         | Non disputato    |
| 1986        | Raffaella Reggi    | Sabrina Goleš         | 7–6(4), 4–6, 6–3 |
| 1987        | Stephanie Rehe     | Camille Benjamin      | 7–5, 7–6(4)      |
| 1988        | Anne Minter        | Mercedes Paz          | 2–6, 6–4, 6–3    |
| 1989        | Laura Gildemeister | Gigi Fernández        | 6–1, 6–2         |
| 1990        | Jennifer Capriati  | Zina Garrison-Jackson | 5–7, 6–4, 6–2    |
| 1991        | Julie Halard       | Amanda Coetzer        | 7–5, 7–5         |
| 1992        | Mary Pierce        | Gigi Fernández        | 6–1, 7–5         |
| 1993        | Linda Harvey-Wild  | Ann Grossman          | 6–3, 5–7, 6–3    |
| 1994        | Non disputato      | Non disputato         | Non disputato    |
| 1995        | Joannette Kruger   | Kyōko Nagatsuka       | 7–6(5), 6–3      |

### Doppio
| Anno        | Campionesse                          | Finaliste                                                 | Punteggio     |
| ----------- | ------------------------------------ | --------------------------------------------------------- | ------------- |
| 1971        | Françoise Dürr Ann Haydon Jones      | Karen Krantzcke Kerry Reid                                | 7–6, 6–3      |
| 1972        | Rosie Casals Billie Jean King        | Karen Krantzcke Judy Tegart-Dalton                        | 6–2, 6–3      |
| 1973 – 1976 | Non disputato                        | Non disputato                                             | Non disputato |
| 1977        | Rosie Casals Billie Jean King        | Delina Ann Boshoff Ilana Kloss                            | 4–6, 6–2, 6–3 |
| 1978 – 1985 | Non disputato                        | Non disputato                                             | Non disputato |
| 1986        | Lori McNeil Mercedes Paz             | Gigi Fernández Robin White                                | 6–2, 3–6, 6–4 |
| 1987        | Lise Gregory Ronni Reis              | Cammy MacGregor Cynthia MacGregor                         | 7–5, 7–5      |
| 1988        | Patty Fendick Jill Hetherington      | Gigi Fernández Robin White                                | 6–4, 6–2      |
| 1989        |                                      | Gigi Fernández / Robin White Cammy MacGregor / Ronni Reis | Pioggia       |
| 1990        | Elena Brjuchovec Natalija Medvedjeva | Amy Frazier Julie Richardson                              | 6–4, 6–2      |
| 1991        | Rika Hiraki Florencia Labat          | Sabine Appelmans Camille Benjamin                         | 6–3, 6–3      |
| 1992        | Amanda Coetzer Elna Reinach          | Gigi Fernández Kathy Rinaldi-Stunkel                      | 6–2, 4–6, 6–2 |
| 1993        | Debbie Graham Ann Grossman           | Gigi Fernández Rennae Stubbs                              | 5–7, 7–5, 7–5 |
| 1994        | Non disputato                        | Non disputato                                             | Non disputato |
| 1995        | Karin Kschwendt Rene Simpson         | Laura Golarsa Linda Harvey-Wild                           | 6–2, 0–6, 6–4 |